# Sceiccato di Alawi
Lo Sceiccato di Alawi (in arabo: مشيخة العلوي Mashyakhat al-'Alawi ), o più semplicemente Alawi (in arabo: علوي 'Alawi), fu uno sceiccato situato nello Yemen. La sua capitale era al-Qash'a. Lo Stato venne abolito nel 1967 con l'indipendenza della Repubblica Democratica Popolare dello Yemen.

## Storia
L'`Alawi era uno degli originali  "Nove Cantoni" che firmarono accordi di protezione con il Regno Unito nel XVIII secolo.
Nel 1863 entrò a far parte del più ampio Protettorato di Aden, in coincidenza con l'apertura del canale di Suez, nello stesso anno.
Nel 1960 aderì alla Federazione degli Emirati Arabi del Sud e in seguito all'entità che la seguì, la Federazione dell'Arabia Meridionale. L'ultima sceicco Salih Ibn Sayil Al Alawi, fu deposto e il suo Stato abolito il 28 agosto 1967 alla fondazione della Repubblica Democratica Popolare dello Yemen. Dal 1990 l'area è parte dello Yemen.

## Elenco degli sceicchi
I regnanti portavano il titolo di Shaykh al-Mashyakha al-`Alawiyya.
- Sha'if al-`Alawi (1800 - 1839)
- Hilal ibn al-Sha'if `Alawi (1839 - 1818)
- Sha'if ibn al-Sha'if `Alawi (18.. - marzo 1875)
- Sa`id ibn Salih al-`Alawi (1875 - 1892)
- Sha'if ibn Sa'id al-`Alawi (1892 - aprile 1898)
- al-Husayn ibn Salih al-`Alawi (1898)
- `Ali ibn al-Nasir `Alawi (1898 - luglio 1920)
- 'Abd al-Nabi ibn' Ali al-`Alawi (1920 - 1925)
- Muhsin ibn 'Ali al-`Alawi (1925 - 1940)
- Salih Ibn al-Sayil `Alawi (1940 - 28 agosto 1967)